# Zajączki (Ostróda)
Zajączki (deutsch Haasenberg) ist ein Ort in der polnischen Woiwodschaft Ermland-Masuren. Er gehört zur Gmina Ostróda (Landgemeinde Osterode in Ostpreußen) im Powiat Ostródzki (Kreis Osterode in Ostpreußen).

## Geographische Lage
Zajączki liegt am Grießlerbach (polnisch Gizela, auch: Gryźlina) an der Westgrenze des Landschaftspark Kernsdorfer Höhen (polnisch Park Krajobrazowy Wzgórz Dylewski) im Westen der Woiwodschaft Ermland-Masuren, 16 Kilometer südlich der Kreisstadt Ostróda (deutsch Osterode in Ostpreußen).
Der Bach bildete einst die Grenze zwischen der Provinz Ostpreußen und der Provinz Westpreußen und markierte von 1920 bis 1939 die Staatsgrenze zwischen dem Deutschen Reich und Polen („Polnischer Korridor“).

## Geschichte
In Zajączki befindet sich die einst „Sassenpille“ genannte Fliehburg – ein rechteckiger Ringwall mit einseitigem Vorwall – aus prußischer Zeit. Sie rechnete zu den bedeutendsten Befestigungswerken jeder Zeit im Kreis Osterode in Ostpreußen.
Das später große Gutsdorf wurde im Jahre 1335 erstmals erwähnt, als Hartung von Sonnenborn,  Komtur von Christburg (polnisch Dzierzgoń), die Übergabe von 40 Hufen Land von Hans von Hasendamerau an Konrad von der Hurde urkundlich bestätigte.
Der vor 1910 Hasenberg genannte Gutsbezirk kam 1874 zum neu errichteten Amtsbezirk Leip (polnisch Lipowo) im Kreis Osterode in Ostpreußen, der bis 1945 bestand. Ende des 19. Jahrhunderts wurde das spätklassizistische Gutshaus errichtet, das nicht mehr erhalten ist.
Der Gutsort zählte im Jahre 1910 mit seinem Vorwerk Luisenthal (polnisch Nowy Folwark) insgesamt 279 Einwohner. Ihre Zahl belief sich im Jahre 1933 auf 358 und im Jahre 1939 auf 259.
Bis 1945 gehörte das Gut Haasenberg, das u. a. über eine große Brennerei und mehrere Wirtschaftsgebäude verfügte, die im Gegensatz zum Gutshaus alle heute noch erhalten sind, bis 1945 der Familie Kramer, deren Angehörige im Zweiten Weltkrieg entweder ums Leben kamen oder geflohen sind.
Als 1945 in Kriegsfolge das gesamte südliche Ostpreußen an Polen abgetreten werden musste, war auch Haasenberg davon betroffen. Der Ort erhielt die polnische Namensform „Zajączki“ und ist heute als Sitz eines Schulzenamts (polnisch Sołectwo) eine Ortschaft im Verbund der Landgemeinde Ostróda (Osterode i. Ostpr.) im Powiat Ostródzki (Kreis Osterode in Ostpreußen), bis 1998 der Woiwodschaft Olsztyn, seither der Woiwodschaft Ermland-Masuren mit Sitz in Olsztyn (Allenstein) zugehörig.
Abseits der üblichen Verkehrswege befindet sich in ruhiger Lage unweit der Straße nach Glaznoty (Marienfelde) der Haasenberger Friedhof mit noch zahlreichen deutschen Gräbern. Er zählt zu den am besten erhaltenen Friedhöfen der Region. Hier wurden auch mehrere Mitglieder der Gutsbesitzerfamilien bestattet, darunter Willy Kramer, der mehrere Jahre als Landrat des Kreises Osterode amtierte.

## Kirche
Bis 1945 war Haasenberg mit Luisenthal in die evangelische Kirche Leip (polnisch Lipowo) in der Kirchenprovinz Ostpreußen der Kirche der Altpreußischen Union, außerdem in die römisch-katholische Kirche Marienfelde (polnisch Glaznoty) eingepfarrt.
Katholischerseits gehört das heutige Zajączki ebenfalls zu Glaznoty im Erzbistum Ermland. Die evangelischen Einwohner orientieren sich zur evangelisch-methodistischen Kirche Lipowo bzw. zur evangelisch-augsburgischen Kirchengemeinde in der Stadt Ostróda (Osterode i. Ostpr.).

## Verkehr

### Straße
Zajączki liegt an der Kreisstraße (polnisch Droga powiatowa, DP) 1233N, die von Wirwajdy (Warweiden) bis nach Wygoda (Ruhwalde) führt. In Zajączki trifft sie auf eine von Pietrzwałd (Peterswalde) kommende und bis nach Wałdyki (Waldek, 1942 bis 1945 Waldeck) verlaufende Nebenstraße. Nach   Nowy Folwark (Luisenthal) besteht eine Landwegverbindung.

### Schiene
Von 1910 bis 1945 war Haasenberg eine Bahnstation. Sie lag an der Bahnstrecke (Osterode–) Bergfriede–Groß Tauersee (–Soldau), die kriegsbedingt geschlossen und teilweise demontiert worden ist. Heute besteht für Zajączki keine Bahnanbindung mehr.

## Persönlichkeiten

### Aus dem Ort gebürtig
- Willy Kramer (1880–1940), deutscher Verwaltungsjurist, Landrat des Kreises Osterode in Ostpreußen, Regierungsrat in Potsdam